# 坂巻あすか
坂巻 あすか（さかまき あすか、1982年10月8日 - ）は、日本の元AV女優。
東京都出身。
血液型：B型。身長160cm、スリーサイズ：B89（Eカップ） W60 H87。趣味：映画鑑賞。

## 略歴
- 2002年 - セクシアよりAVデビュー。

現在は引退している。

## 作品

### アダルトビデオ
- First class（2002年5月31日）
- Second Session（2002年6月28日）
- 傷激（2002年7月31日）
- 坂巻あすかのCosplasshion（2002年8月31日）
- 女教師の秘蜜（2002年9月27日）
- タマにはしゃぶりたい（2002年10月31日）

※以上セクシアからの作品
- 女教師の秘蜜（2002年11月22日 笠倉出版社）
- 巨乳女教師童貞狩り（2003年1月10日 ワープエンタテインメント）
- ESCAPE（2003年1月15日 隼エージェンシー）
- 淫らな雌はいかがですか?（2003年3月1日 MOODYZ）
- すけべな女SP 2 牝10匹の淫乱ストーリー［第二章］（2004年1月9日、隼エージェンシー）他9名出演